# ХАОК Младост
Хрватски академски одбојкашки клуб Младост (ХАОК Младост) је одбојкашки клуб из Загреба, Хрватска. Клуб је основан 1946. и тренутно се такмичи у Првој лиги Хрватске.
Младост је најуспешнији одбојкашки клуб у Хрватској по броју освојених првенстава (38) и купова (30).

## Успеси

### Национални
- Национално првенство (38):
  - Првенство Југославије (17): 1948, 1952, 1962, 1963, 1965, 1966, 1968, 1969, 1970, 1971, 1977, 1981, 1982, 1983, 1984, 1985, 1986.
  - Првенство Хрватске (21): 1992, 1993, 1994, 1995, 1996, 1997, 1998, 1999, 2000, 2001, 2002, 2003, 2006, 2007, 2008, 2010, 2011, 2018, 2019, 2021, 2022, 2023.

- Национални куп (30):
  - Куп Југославије (8): 1978, 1980, 1981, 1983, 1984, 1985, 1986, 1988
  - Куп Хрватске (22): 1992, 1993, 1994, 1995, 1996, 1997, 1998, 1999, 2001, 2002, 2003, 2004, 2005, 2006, 2008, 2009, 2013, 2014, 2015, 2016, 2019, 2020, 2022.

- Национални суперкуп (2):
  - Суперкуп Хрватске (2): 2016, 2017.

### Међународни
- Куп европских шампиона:
  - Финалиста (3): 1964, 1984, 1985.
  - Треће место (1): 1997.

- Челенџ куп:
  - Финалиста (1): 2010.

- Интерлига:
  - Освајач (4): 1996, 1997, 1998, 1999.
  - Финалиста (1): 1994.

- МЕВЗА лига:
  - Финалиста (2): 2020, 2022.

## Познати бивши играчи
- Владимир "Вања" Грбић
- Радомир "Раде" Малевић
- Борис Баждар
- Слободан Лозанчић
- Љубомир Травица
- Игор Омерчен
- Иван Доналд Марић
- Томислав Чошковић
- Тони Ковачевић
- Борис Осмокровић

## Познати бивши тренери
- Радомир "Раде" Малевић